# Relations entre l'Autriche et la Grèce
Les relations diplomatiques entre l'Autriche et la Grèce désignent les relations entre la République d'Autriche et la République hellénique.
Les deux pays sont membres de l'Union européenne.

## Histoire
Les relations diplomatiques entre l'Autriche et la Grèce existent depuis le début du XIXe siècle, après la guerre d'indépendance grecque, et les relations d'aujourd'hui sont considérées comme excellentes.
Aujourd'hui, la Grèce a une ambassade à Vienne et un consulat honoraire à Salzbourg. L'Autriche a une ambassade à Athènes et six consulats honoraires (à Héraklion, Ermoúpoli, Corfou, Patras, Rhodes et Thessalonique). Les deux pays sont membres à part entière de l'Union européenne. Il y a aussi une communauté grecque vivant en Autriche.